# UEFA U-21欧州選手権2017 (予選)・グループ1
UEFA U-21欧州選手権2017 (予選)・グループ1は、UEFA U-21欧州選手権2017 (予選)のグループ1の結果をまとめたものである。このグループは、チェコ、ベルギー、モンテネグロ、モルドバ、ラトビア、マルタの6チームで構成される。
1位チームはUEFA U-21欧州選手権2017本大会の出場権を獲得する。2位チームは他の組の2位チームと比較して (6チームで構成されるグループなので、6位との対戦成績を除外する)、上位4チームがプレーオフに進出する。プレーオフで勝利したチームが本大会の出場権を獲得する。

## 順位表
| チーム       | 試 | 勝 | 分 | 敗 | 得 | 失 | 差  | 点 |
| ------------ | -- | -- | -- | -- | -- | -- | --- | -- |
| チェコ       | 10 | 7  | 2  | 1  | 29 | 10 | +19 | 23 |
| ベルギー     | 10 | 6  | 0  | 4  | 14 | 11 | +3  | 18 |
| モンテネグロ | 10 | 4  | 4  | 2  | 13 | 11 | +2  | 16 |
| マルタ       | 10 | 3  | 2  | 5  | 9  | 20 | −11 | 11 |
| ラトビア     | 10 | 2  | 3  | 5  | 10 | 13 | −3  | 9  |
| モルドバ     | 10 | 2  | 1  | 7  | 8  | 18 | −10 | 7  |

| チーム  | チーム       | AWAY       | AWAY         | AWAY             | AWAY       | AWAY         | AWAY         |
| チーム  | チーム       | チェコの旗 | ベルギーの旗 | モンテネグロの旗 | マルタの旗 | ラトビアの旗 | モルドバの旗 |
| ------- | ------------ | ---------- | ------------ | ---------------- | ---------- | ------------ | ------------ |
| H O M E | チェコ       | X          | 1 - 0        | 3 - 3            | 4 - 1      | 2 - 1        | 4 - 1        |
| H O M E | ベルギー     | 2 - 1      | X            | 1 - 2            | 2 - 0      | 0 - 1        | 2 - 1        |
| H O M E | モンテネグロ | 0 - 3      | 3 - 0        | X                | 0 - 0      | 3 - 3        | 1 - 0        |
| H O M E | マルタ       | 0 - 7      | 2 - 3        | 0 - 1            | X          | 1 - 0        | 3 - 2        |
| H O M E | ラトビア     | 1 - 1      | 0 - 2        | 0 - 0            | 1 - 2      | X            | 0 - 2        |
| H O M E | モルドバ     | 1 - 3      | 0 - 2        | 1 - 0            | 0 - 0      | 0 - 3        | X            |

## 試合結果
試合開始時間は全てCET (UTC+1)。ただし、2015年3月29日から同年10月24日の試合および2016年3月27日から同年10月29日の試合はCEST (UTC+2)。
| 2015年3月30日 20:00 |

| ベルギー                                | 2 - 1    | モルドバ      |
| ティーレマンス 14分 · カスターニュ 45分 | レポート | スパタル 50分 |

| デン・ドレーフ（ルーヴェン） 主審: ポール・マクラフィン |

| 2015年6月11日 18:00 |

| モルドバ | 0 - 0    | マルタ |
|          | レポート |        |

| スタディオヌル・ジンブル（キシナウ） 主審: ザバン・ホフハニシャン |

| 2015年6月15日 20:30 |

| モンテネグロ            | 1 - 0    | モルドバ |
| サヴィチェヴィッチ 40分 | レポート |          |

| スタディオン・ポド・ゴリツォム（ポドゴリツァ） 主審: オルカン・ママドフ |

| 2015年6月16日 17:30 |

| ラトビア          | 1 - 2    | マルタ                              |
| ストゥグリス 43分 | レポート | カメンズリ 55分 · モンテベッロ 78分 |

| ダウガヴァ・スタジアム（リエパーヤ） 主審: イェンス・マアエ |

| 2015年9月4日 15:00 |

| モルドバ      | 1 - 0    | モンテネグロ |
| スパタル 31分 | レポート |              |

| CSRオルヘイ（オルヘイ） 主審: ローレン・コプリワ |

| 2015年9月4日 17:00 |

| ラトビア | 0 - 2    | ベルギー                     |
|          | レポート | カバセレ 5分 · プラート 18分 |

| ゼムガレス・オリンピック・センター（イェルガヴァ） 主審: アンドリュー・ダラス |

| 2015年9月4日 18:00 |

| チェコ                                                | 4 - 1    | マルタ            |
| シック 10分, 21分 · チェルマーク 40分 · フルビー 56分 | レポート | モンテベッロ 37分 |

| スタディオン・ストジェルニツェ（ヤブロネツ・ナド・ニソウ） 主審: ラヒム・ハサノフ |

| 2015年9月8日 17:00 |

| ラトビア          | 1 - 1    | チェコ        |
| シャドチンス 53分 | レポート | クロバサ 85分 |

| ゼムガレス・オリンピック・センター（イェルガヴァ） 主審: ロイ・レインシュレイバー |

| 2015年9月8日 18:30 |

| モンテネグロ | 0 - 0    | マルタ |
|              | レポート |        |

| スタディオン・ポド・ゴリツォム（ポドゴリツァ） 主審: ハラランボス・カロゲロプロス |

| 2015年10月9日 18:45 |

| ベルギー                                     | 2 - 0    | マルタ |
| ティーレマンス 75分 (pen.) · デ・サール 78分 | レポート |        |

| デン・ドレーフ（ルーヴェン） 主審: フラン・ヨビッチ |

| 2015年10月11日 14:00 |

| モルドバ | 0 - 3    | ラトビア                                                               |
|          | レポート | クリマシェヴィチス 26分 · カザコクス 45分 (pen.) · グトコフスキス 54分 |

| CSRオルヘイ（オルヘイ） 主審: エディン・ヤクポビッチ |

| 2015年10月13日 18:00 |

| チェコ                                              | 3 - 3    | モンテネグロ                                                      |
| ハヴリク 42分 · チェルマーク 44分 · チェルニー 57分 | レポート | ラスポポヴィッチ 51分 · ヤンコヴィッチ 65分 · ヨヴォヴィッチ 81分 |

| スタディオン・ミロスラヴァ・ヴァレンティ（ウヘルスケー・フラジシュチェ） 主審: ジョン・ビートン |

| 2015年11月12日 17:00 |

| チェコ      | 1 - 0    | ベルギー |
| シック 11分 | レポート |          |

| スタディオン・ストジェルニツェ（ヤブロネツ・ナド・ニソウ） 主審: アリ・パラブユク |

| 2015年11月13日 17:00 |

| モンテネグロ                                                   | 3 - 3    | ラトビア                                    |
| ジョルジェヴィッチ 60分, 69分 (pen.) · サヴィチェヴィッチ 85分 | レポート | カザコクス 17分, 52分 · グトコフスキス 62分 |

| スタディオン・ポド・ゴリツォム（ポドゴリツァ） 主審: ポール・マクラフィン |

| 2015年11月16日 13:00 |

| モルドバ             | 1 - 3    | チェコ                                                     |
| ハヴェル 13分 (o.g.) | レポート | ソウチェク 37分 · ロズゴニウク 53分 (o.g.) · バラーク 81分 |

| CSRオルヘイ（オルヘイ） 主審: ジョルジ・ワダチュコリア |

| 2016年3月23日 17:00 |

| モルドバ | 0 - 2    | ベルギー                          |
|          | レポート | ヘイレン 72分 · カイェンベ 90+4分 |

| スタディオヌル・ジンブル（キシナウ） 主審: エレズ・パピル |

| 2016年3月23日 18:00 |

| マルタ | 0 - 1    | モンテネグロ  |
|        | レポート | カルタル 18分 |

| ヒバーニアンズ・グラウンド（パオラ） 主審: ゲオルギ・クルアシビリ |

| 2016年3月25日 18:00 |

| チェコ            | 2 - 1    | ラトビア            |
| シック 22分, 48分 | レポート | イカウニエクス 33分 |

| スタディオン・ミロスラヴァ・ヴァレンティ（ウヘルスケー・フラジシュチェ） 主審: ファルカシュ・アーダーム |

| 2016年3月28日 17:00 |

| ベルギー        | 1 - 2    | モンテネグロ                           |
| ボンゴンダ 45分 | レポート | ラガトル 6分 · サヴィチェヴィッチ 41分 |

| デン・ドレーフ（ルーヴェン） 主審: ラドゥ・ペトレスク |

| 2016年3月29日 18:00 |

| マルタ | 0 - 7    | チェコ                                                                                               |
|        | レポート | シック 20分 (pen.), 89分 · チェルマーク 25分, 75分 · チェルニー 36分 · バラーク 42分 · ハヴェル 57分 |

| タカリ国立競技場（タカリ） 主審: セルゲイ・ラポチキン |

| 2016年9月1日 |

| モンテネグロ | 0 - 3    | チェコ                                |
|              | レポート | シック 6分 (pen.) · チェルマーク 16分 |

| スタディオン・ポド・ゴリツォム（ポドゴリツァ） |

| 2016年9月2日 16:00 |

| ラトビア | 0 - 2    | モルドバ                                 |
|          | レポート | ゾンメルス 65分 (o.g.) · グラウル 90+1分 |

| ゼムガレス・オリンピック・センター（イェルガヴァ） |

| 2016年9月2日 18:00 |

| マルタ                                   | 2 - 3    | ベルギー                                                      |
| デガブリエレ 74分 · ヘイレン 84分 (o.g.) | レポート | ティーレマンス 3分 (pen.) · ボンゴンダ 24分 · エンゲルス 90分 |

| ヒバーニアンズ・グラウンド（パオラ） |

| 2016年9月6日 16:00 |

| ラトビア | 0 - 0    | モンテネグロ |
|          | レポート |              |

| ゼムガレス・オリンピック・センター（イェルガヴァ） |

| 2016年9月6日 18:45 |

| ベルギー                            | 2 - 1    | チェコ            |
| プラート 12分 · ティーレマンス 88分 | レポート | チェルマーク 21分 |

| デン・ドレーフ（ルーヴェン） |

| 2016年10月7日 |

| チェコ                                                  | 4 - 1    | モルドバ          |
| ヤンクト 45+1分, 74分 · ユリシュ 67分 · チェルニー 77分 | レポート | レベンジャ 90+2分 |

|  |

| 2016年10月7日 |

| モンテネグロ                                    | 3 - 0    | ベルギー |
| ヨヴォヴィッチ 17分 · ボリェヴィッチ 26分, 37分 | レポート |          |

|  |

| 2016年10月7日 |

| マルタ        | 1 - 0    | ラトビア |
| グレック 46分 | レポート |          |

|  |

| 2016年10月11日 |

| ベルギー | 0 - 1    | ラトビア              |
|          | レポート | セルノモルディス 88分 |

|  |

| 2016年10月11日 |

| マルタ                                          | 3 - 2    | モルドバ                                 |
| ボルジュ 40分 · カメンズリ 45分 · ムボング 67分 | レポート | タラス 40分 · スヴィナレンコ 65分 (pen.) |

|  |